# 極地特快車
《北極特快車》（英語：The Polar Express）是2004年上映的動畫電影，改编自1985年克里斯·凡·艾斯伯格的同名暢銷兒童書。本作是一部電腦3D動畫作品。講述了一個小男孩在平安夜搭乘一班開往北極的神秘火車，和其他幾個孩子一起踏上了拜訪聖誕老人的旅程的故事。其電影透過動作捕捉技術製作，再由電腦輔助完成。湯姆·漢克斯是電影的執行製片人之一，他也在劇中擔任多個不同的角色，其他的主演陣容則包括達洛·薩巴拉、諾娜·蓋伊、吉米·貝內特和埃迪·迪森。
城堡石娛樂公司與香格里拉娛樂公司、影像搬運工製作室、普雷通公司和華納兄弟影業的中庸製作聯合製作了這部電影，這也是城堡石的第一部CGI動畫電影。電影的CGI視覺效果和動作捕捉表演是在索尼圖形影像動作公司完成的。這部電影的製作預算為1.65億美元至1.7億美元，創下了當時動畫長片的創紀錄金額。
《北極特快車》於2004年10月13日在芝加哥國際電影節上映，並於2004年11月10日在美國上映。這部電影最初的票房表現不佳，票房收入為2.86億美元，然而，後來的重新發行幫助電影的全球票房收入推高至3.14億美元。這部電影后來被列入2006年吉尼斯世界紀錄，成為第一部動作捕捉電影。這部電影也是迈克尔·杰特生前最後一部參演的電影，因此這部電影是為了紀念他。

## 劇情簡介
一個小男孩從來不相信世上有聖誕老人，而他深信聖誕老人只是大人讓小孩聽從自己說話而作出來的童話，直至聖誕前夕，睡夢中的他忽然感到屋子顫抖起來了，一列長長的蒸汽火車停在了他的家門口。車長跳下列車，指出這一輛列車是開往北極的北極快車....

## 配音員
| 配音 | 配音                   | 角色                                        |
| 英語 | 國語                   | 角色                                        |
| --- | ---------------------- | ------------------------------------------- |
| 達洛·薩巴拉 喬許·哈卻森（次要動作捕捉） 汤姆·汉克斯（动作捕捉）                                                                         |                        | 英雄男孩（Hero Boy）                        |
| 汤姆·汉克斯 | 康殿宏                 | 英雄男孩的父親（Hero Boy's Father）         |
| 汤姆·汉克斯 | 康殿宏                 | 列車長（The Conductor）                     |
| 汤姆·汉克斯 | 楊少文                 | 贺伯（Hobo）                                |
| 汤姆·汉克斯 | 徐健春                 | 聖誕老人（Santa Claus）                     |
| 汤姆·汉克斯 | 康殿宏                 | 旁白（The Narrator）                        |
| 伊莎貝拉·佩雷吉納 萊絲莉·哲梅齊斯（動作捕捉） 艾希莉·霍洛威（次要動作捕捉）                                                             | 陳若甄                 | 莎拉（Sister Sarah）                        |
| 萊絲莉·哲梅齊斯 | 鄭仁麗                 | 英雄男孩的妈妈（Hero Boy's Mother）         |
| 艾迪·蒂森 吉米·平查克（次要動作捕捉）                                                                                                   | 劉傑                   | 萬事通（Know-It-All）                       |
| 諾娜·蓋伊 米根·莫爾（唱） 坎蒂亞·華迪維索（次要動作捕捉） 蒂娜雪（動作捕捉造型）                                                        | 錢欣郁 蔣篤慧（唱）    | 英雄女孩（Hero Girl）                       |
| 吉米·本內特 馬修·哈爾（唱） 彼德·史楚拉里（動作捕捉） 海登·馬克法蘭（次要動作捕捉）                                                     | 林美秀（唱）           | 孤獨男孩比利（Billy the Lonely Boy）        |
| 達蘭·卡許 |                        | 火車上的男孩（Boy on Train）                |
| 布萊登·金 安迪·佩雷克 |                        | 甜點廚師（The Pastry Chefs）                |
| 強·史考特 馬克·古德曼 喬許·艾利 羅蘭達斯·亨崔里克 馬克·門多卡 肖恩·史考特 吉喬利·加斯特 戈登·哈特                                       |                        | 服務生（The Waiters）                       |
| 安德烈·索吉劉茲 迈克尔·杰特（動作捕捉）                                                                                                 | 孙诚 徐健春            | 火車司機二角（Smokey and Steamer）          |
| 克里斯·考普拉 |                        | 沒有牙齒的男孩加斯（Gus the Toothless Boy） |
| 克里斯·考普拉 珠蓮恩·雷尼 菲爾·馮達卡羅 馬克·伯文內里 黛比·李·卡林頓                                                                    |                        | 精靈（Elves）                               |
| 珠蓮恩·雷尼 |                        | 紅髮女孩（The Red Head Girl）               |
| 查理斯·弗雷希爾 |                        | 精靈指揮（Elf General）                     |
| 史蒂芬·泰勒 |                        | 中尉精靈（The Elf Lieutenant）              |
| 史蒂芬·泰勒 | 精靈歌手（Elf Singer） |                                             |
| 丹迪·帕圖拉 |                        | 小小男孩（The Little Boy）                  |
| 艾瑞克·牛頓 艾丹·奧薛 亞倫·亨德利 凱文·C·卡爾 比·杰·喬爾 傑娜·卡本特 貝絲·卡本特 卡琳·毛菲爾 比爾·弗奇恩 迪文·亨德爾森 沙維吉·本-賓亞明 |                        | 特技精靈（Acrobatic Elves）                 |
| 伊凡·沙巴拉（次要動作捕捉） |                        | 小男孩（Young Boy）                         |

## 電影原聲帶
《When Christmas comes to town》

## 真實的列車
本作裡的列車車頭是取材於真實存在的蒸氣列車車頭佩雷·馬凱特 1225號。而選擇1225則是對應12月25號，聖誕夜的意思。每年的12月25日佩雷·馬凱特號會當作北極特快車帶者旅客，前往密歇根州阿什利的冬季週末慶祝聖誕節短途旅行。

## 书籍
本书的作者克里斯·凡·艾斯伯格（Chris Van Allsburg），是一位著名的儿童文學作家。1985年，他的这本小说发表后，马上成为圣诞节的传统礼物。
《北極特快車》讲的是一个小男孩在圣诞夜乘坐被命名为极地特快的魔法火车去北极故事。最后，他拜访了圣诞老人并且得到一个特殊的礼物。
本书被认为是一流的圣诞故事。插图的细节被称赞，故事情节轻松。1986年，荣获美国童话作品的最高荣誉奖项，凯迪克大奖（the Caldecott Medal）。

## 迴響

### 評價
烂番茄根據210條評論，本片得到新鮮度56%，平均得分6.4／10，觀眾投票得到64%的分數，平均得分3.6／5。在Metacritic上根據36條評論而獲得61分。

## 外部連結
- 開眼電影網上《北極特快車》的資料（繁體中文）
- 豆瓣电影上《极地特快》的資料 （简体中文）
- 时光网上《极快特快》的資料（简体中文）
- AllMovie上《北極特快車》的资料（英文）
- 爛番茄上《北極特快車》的資料（英文）
- Box Office Mojo上《北極特快車》的資料（英文）
- TCM电影资料库上《北極特快車》的资料（英文）
- Metacritic上《北極特快車》的資料（英文）
- 互联网电影数据库（IMDb）上《北極特快車》的资料（英文）